# Carlos Santos (football, 1960)
Pour les articles homonymes, voir Carlos Santos et Santos (homonymie).
Carlos Alberto dos Santos, appelé sous le nom de Carlos Santos (né le 9 décembre 1960 à Vianópolis) est un footballeur brésilien retraité.